# Prats de Lluçanès
Prats de Lluçanès és una vila i municipi de la comarca del Lluçanès de la qual n’és la capital. Està situat a l'oest de la regió de l'Alt Ter.

## Història
A primers del 1714, durant la Guerra de Successió espanyola en l'onada de repressió desfermada pel duc de Pòpoli a principis de 1714, diverses poblacions de la Catalunya central es van aixecar en armes contra els nous impostos que obligaven a pagar la subsistència de l'exèrcit de Felip V (quinzenades). A Balsareny, el regiment borbònic de Lleó, que estava allotjat a la vila per recaptar la taxa, va ser fet presoner per sometents del Lluçanès. Com a represàlia, les tropes del mariscal borbònic José Carrillo de Albornoz, comte de Montemar, van entrar a sang i foc a la sotsvegueria lluçanesa i el 5 de febrer van saquejar i incendiar la vila de Prats de Lluçanès, a més d'altres nuclis de l'entorn com Sant Feliu Sasserra i Oristà.
Al cap de cinc mesos, un nou destacament de Felip V, en aquesta ocasió comandat per Feliciano Bracamonte, va irrompre un altre cop a la població. L'1 de juliol de 1714, Prats de Lluçanès va tornar a ser saquejat i incendiat, i unes cent quaranta cases, aproximadament tres quartes parts del nucli urbà, van quedar molt afectades per la destrucció del foc.
El 3 de maig de 2023 el municipi, que fins aleshores formava part de la comarca d'Osona, va passar a integrar-se a la nova comarca del Lluçanès.

## Demografia
| 1497 f | 1515 f | 1553 f | 1717 | 1787 | 1857  | 1877  | 1887  | 1900  | 1910  |
| ------ | ------ | ------ | ---- | ---- | ----- | ----- | ----- | ----- | ----- |
| -      | 12     | 69     | 359  | 902  | 2.170 | 1.752 | 1.671 | 1.469 | 1.530 |

| 1920  | 1930  | 1940  | 1950  | 1960  | 1970  | 1981  | 1990  | 1992  | 1994  |
| ----- | ----- | ----- | ----- | ----- | ----- | ----- | ----- | ----- | ----- |
| 1.527 | 1.563 | 1.606 | 1.740 | 1.735 | 1.805 | 2.266 | 2.571 | 2.638 | 2.638 |

| 1996  | 1998  | 2000  | 2002  | 2004  | 2006  | 2008  | 2010  | 2012  | 2014  |
| ----- | ----- | ----- | ----- | ----- | ----- | ----- | ----- | ----- | ----- |
| 2.790 | 2.741 | 2.750 | 2.715 | 2.700 | 2.753 | 2.719 | 2.739 | 2.659 | 2.624 |

| 2016  | 2018  | 2020  | 2022  | 2024  | 2026 | 2028 | 2030 | 2032 | 2034 |
| ----- | ----- | ----- | ----- | ----- | ---- | ---- | ---- | ---- | ---- |
| 2.565 | 2.537 | 2.604 | 2.627 | 2.688 | -    | -    | -    | -    | -    |

## Geografia
- Llista de topònims de Prats de Lluçanès (Orografia: muntanyes, serres, collades, indrets..; hidrografia: rius, fonts...; edificis: cases, masies, esglésies, etc).

## Llocs d'interès
- Museu Municipal Miquel Soldevila[4]
- Sant Andreu de Llanars
- Santuari de Lourdes
- Ermita de Sant Sebastià
- El roc foradat
- La cadira d'en Galceran

Al cementiri de Prats, hi ha la tomba de mossèn Isidre Castells i Casadesús, poeta.

## Fills il·lustres
- Joaquim Font i Fargas (1879-1936) Pedagog, polític i periodista.
- Isidre Castells i Casadesús (1889 - 1936), sacerdot i poeta, fill de cal Bagues, del carrer de Vic; va guanyar un accèssit a la Viola d'Or als Jocs Florals de Barcelona de 1917, i el 1934 va publicar un recull de versos titulat Perfums i clarors.
- Marcel·li Gonfaus, (1814-1855) militar carlí.
- Mateu Garreta i Fusté (1866-1925), filòleg i catedràtic.

## Festes i fires

### Festes[5]
- Festa Major de Sant Vicenç, Festa Major d'hivern, el 22 de gener.
- Festes de Sant Joan i els Elois, Festa Major d'estiu, el 24 i 25 de juny.
- Santa Àgata, repic de campanes commemorant l'atac de Felip V a la vila, el 5 de febrer.
- Carnestoltes, amb desfilada de carrosses i el tradicional ball dels Romeus conegut com La Pilota.
- Focs de Sant Isidre, petards i fogueres la nit del 14 de maig.
- Festa de Lurdes, el quart diumenge d'agost, al santuari de Lourdes.

### Fires[6]
- Fira de Sant Jaume, o Fira del Comerç, el diumenge més proper al 25 de juliol. Simultàniament té lloc la Mostra Gastronòmica del Lluçanès, anomenada TastaQmarca.
- Fira de Santa Llúcia, des del segle XVIII el diumenge més proper al 13 de desembre, dedicada a l'agricultura i la ramaderia.
- Tocats pel Bolet, un cap de setmana d'octubre dedicat al món boletaire.